# 능승

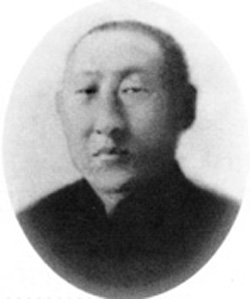

능승(凌 陞, 1886년 ~ 1936년 4월 24일)은 중화민국, 만주국의 정치가이다. 다우르족 막이정(莫爾丁) 씨족 사람이다. 자는 운지(雲志). 아버지 귀복과 함께 만주국 건국에 참여했다. 후에 몽골 인민공화국과 내통했다는 혐의로 관동군에게 사형당했다. 동생으로 복령이 있다.